# Очоа, Эммануэль
Эммануэль Очоа (исп. Emmanuel «Emi» Ochoa; род. 5 мая 2005, Салинас, Калифорния) — мексиканский и американский футболист, полузащитник клуба «Сан-Хосе Эртквейкс».

## Клубная карьера
Очоа — воспитанник клубов «Эль Камино», «Санта-Круз Брейкерс» и «Сан-Хосе Эртквейкс». 31 марта 2022 года в матче против дублёров «Портленд Тимберс» Эммануэль дебютировал за дублирующий состав последних. 8 мая 2024 года в поединке Открытого кубка США против «Оклэнд Рутс» игрок дебютировал за основной состав.

## Международная карьера
В 2024 году в составе молодёжной сборной Мексики Очоа выиграл домашний молодёжный Кубок КОНКАКАФ. На турнире он сыграл в матчах против команд Гаити, Гватемалы, Коста-Рики и США.

## Достижения
Международные
 Мексика (до 20)
- Победитель молодёжного чемпионата КОНКАКАФ — 2024